# Lafitole
Lafitole település Franciaországban, Hautes-Pyrénées megyében. Lakosainak száma 439 fő (2022. január 1.). Lafitole Sauveterre, Gensac, Maubourguet, Monfaucon és Vic-en-Bigorre községekkel határos.

## Népesség
A település népességének változása:
| Lakosok száma | 494  | 481  | 491  | 477  | 467  | 458  | 448  | 445  | 439  |
|               | 2013 | 2015 | 2016 | 2017 | 2018 | 2019 | 2020 | 2021 | 2022 |